# Вулиця 20-річчя Перемоги (Дніпро)
Вулиця 20-річчя Перемоги — вулиця в Самарському районі Дніпра, одна з основних вулиць житлового району Придніпровський:
- на 19 кварталі від Електричної до Роторної вулиць;
- на 20 кварталі — до вулиці Космонавтів;
- на 21 кварталі до вулиці Олександра Данченка з забудовою 1970-х і 1980-х років.

Починається, як продовження Кольської вулиці від перехрестя з Електричною вулицею; простує на північ серед житлової забудови 19, 20 і 21 кварталів. Після вулиці Івана Багряного повертає на північний захід; закінчується у промисловій зоні на Гаванській вулиці.
Довжина вулиці — 2700 метрів.

## Назва
Походження назви пов’язано з ювілейною річницею Дня Перемоги над нацизмом у Другій світовій війні 1939–1945, коли здійснювався активний розвиток та забудова житлового масиву Придніпровськ.

## Історія
18 грудня 2024 року Дніпровська міська рада перейменувала вулицю Кирила Осьмака на вулицю 20-річчя Перемоги.

## Перехрестя
- Електрична вулиця
- Кремінна вулиця
- Роторна вулиця
- Вулиця Космонавтів
- Вулиця Рудніченка
- вулиця Омеляновича-Павленка
- Вулиця Івана Багряного
- Вулиця Олександра Данченка
- Автопаркова вулиця
- Гаванська вулиця

## Будівлі
- № 8 — Дніпроводоканал;
- № 10 — Придніпровський будинок побуту;
- № 12 — Дніпропетровський центр первинної медико-санітарної допомоги № 10 Амбулаторія № 1-2; Поліклініка № 27;
- № 22/1 — ринок;
- № 26 — Укрсоцбанк — Самарське відділення;
- № 27 — супермаркет «АТБ-маркет» № 57;
- № 30 — Навчально-реабілітаційний центр № 6;
- № 30а — Дніпровський дитячий протитуберкульозний санаторій № 7;
- № 34 — Дніпровський будинок дитини № 1, спеціалізований центр медико-соціальної реабілітації дітей;
- Навчально-тренувальна база ФК «Дніпро»;
- № 36 — підстанція «Придніпровська-150» 150/35/10 кВ;
- № 43д — супермаркет «Varus»;
- Сквер з дитячим майданчиком;
- № 49а — Фітнес-центр N-dorfin
- Сосновий сквер;
- № 51 — Самарська районна рада[4];
- № 77 — Науково-виробнича компанія «Електропівденмонтаж»; ТОВ ТПП «Машпром»;
- № 79б — ДП «Лакталіс Україна».